# Pygophora nebulifera
Pygophora nebulifera är en tvåvingeart som beskrevs av Steyskal 1966. Pygophora nebulifera ingår i släktet Pygophora och familjen husflugor.
Artens utbredningsområde är Filippinerna. Inga underarter finns listade i Catalogue of Life.